# Onciale 077
L'Onciale 077 (numerazione Gregory-Aland), è un codice manoscritto onciale del Nuovo Testamento, in lingua greca, datato paleograficamente al V secolo.

## Descrizione
Il codice è composto da uno spesso foglio di pergamena, contenenti brani degli Atti degli Apostoli (13,18-29).

### Critica testuale
Il testo del codice è rappresentativo del tipo testuale alessandrino. Kurt Aland lo ha collocato nella Categoria II.

## Storia
Il codice è conservato alla Monastero di Santa Caterina (Harris App. 5) a Sinai.